# Monika Geisler
Monika Geisler (ur. 19 listopada 1950) – polska lekkoatletka specjalizująca się w biegach średnich. Reprezentantka Polski.

## Kariera
Trzykrotna brązowa medalistka mistrzostw Polski seniorów w biegach przełajowych (1975, 1976, 1978) oraz finalistka mistrzostw kraju w biegu na 1500 metrów (1973, 1975), sztafecie 4 × 400 metrów (1975). 
Reprezentowała Polskę na mistrzostwach świata w biegach przełajowych w 1976 (25 miejsce), 1977 (62 miejsce) i 1978 (46 miejsce).
Po zakończeniu kariery przez wiele lat pracowała w biurze Polskiego Związku Lekkiej Atletyki.